# Jorge Gómez Gutiérrez
Jorge Gómez Gutiérrez, conosciuto come Jorge "Coco" Gómez (Città del Messico, 8 agosto 1946 – 2 marzo 2021), è stato un calciatore messicano, di ruolo centrocampista.

## Caratteristiche tecniche
Era un calciatore molto veloce, dotato di una grande tecnica individuale. Era inoltre molto dotato nei calci piazzati.

## Carriera

### Calcaitore

#### Club
Si forma calcisticamente nell'América, esordendo in prima squadra il 24 settembre 1964 contro l'Atlante, mentre la sua prima rete fu nella partita contro il Monterrey il 21 agosto 1965, incontro nel quale segnò una tripletta. Con il suo club vinse la Primera División 1965-1966, vittoria nel quale fu decisivo grazie alla rete segnata direttamente dal calcio d'angolo al 35º del secondo tempo, nell'ultimo incontro di campionato contro il Veracruz. Gómez ammise di essere stato fortunato in quella circostanza e che in realtà il tiro voleva essere solo un cross in mezzo all'area.
Con l'America Gómez vinse anche una coppa nazionale, disputando 170 partite ufficiali nelle quali segnò 32 reti.
Nel 1970 si trasferisce al Puebla, restandovi sino al 1975, quando passa allo Jalisco, club che lo vedrà militare sino al 1979, anno del suo ritiro dall'attività agonistica.
Nel 1976, a seguito dell'acquisizione della franchigia statunitense dei Philadelphia Atoms, militante nella NASL, da parte un consorzio di quattro squadre dello stato di Jalisco tra cui il suo club di appartenenza, la rosa della squadra venne quasi completamente formata da calciatori messicani, tra cui Gómez. Gli Atoms però non riuscirono a superare la fase a gironi del torneo 1976. Con gli Atoms giocò anche nel campionato indoor.

#### Nazionale
Nel 1967 ha giocato cinque incontri con la nazionale di calcio del Messico.

### Allenatore
Ha allenato il Cobras Querétaro, il Toros Neza, l'Irapuato ed il Marte Morelos.
Nel 2003 è diventato direttore sportivo del Real San Luis, ruolo che che ricoprì nei Dorados. Ha lavorato anche con i Lobos BUAP, dove ha ricoperto anche il ruolo di direttore sportivo. Ha allenato anche le giovanili del Tecamachalco, ricoprendo sino al 2017, anno del suo ritiro dal calcio, come direttore tecnico del club.